# 収穫祭作戦
収穫祭作戦（独：Aktion Erntefest, アクチオン・エルンテフェスト）は、ナチス・ドイツが1943年11月3日と11月4日の2日間にルブリン強制収容所（マイダネク）においてユダヤ人を大量銃殺した事件のドイツ側の作戦名である。ユダヤ人側は「血の水曜日」と呼んだ。

## 虐殺
1943年10月、ドイツ内相・親衛隊全国指導者ハインリヒ・ヒムラーがルブリン・ユダヤ人の虐殺を目的とする「収穫祭作戦」を行うよう命令を下した。この命令は「ポーランド総督府」親衛隊及び警察高級指導者フリードリヒ・ヴィルヘルム・クリューガーを通じて「ルブリン」親衛隊及び警察指導者ヤーコプ・シュポレンベルクに伝達された。
この時ルブリン地区のユダヤ人はルブリン強制収容所、トラヴニキ強制労働収容所 (de) 、ポニアトーヴァ強制労働収容所 (de) のいずれかで働かされていた。ルブリン強制収容所の付属収容所には「東方工業所」があり、ここで1万6000人のユダヤ人囚人が労働していた。トラヴニキとポニアトーヴァのユダヤ人囚人は解体されたワルシャワ・ゲットーから連れてこられた人々で、それぞれシュルツ社とテベンス社で労働していた。
1943年10月末頃「防空壕」と称してルブリン強制収容所の死体焼却場の近くの第5地区と第6地区に突然穴が掘られた。作業を行ったのは囚人たちであり、深さ2メートル以上、長さ100メートルの穴が3つ掘られたという。
11月3日朝からルブリン収容所にいるユダヤ人囚人8400人、呼び戻された外部作業班やトラヴニキ・ポニアトーヴァから連れてこられたユダヤ人囚人たち1万人ほどが長い隊列を組んで第5地区へ向かわされた。彼らは第5地区のバラックで裸にされ、50人から100人ずつ穴に入れられ、そこにうつぶせに寝かせられて銃殺されていった。次のグループはその死体の上に寝るよう命じられ、また銃殺された。この繰り返しで穴がいっぱいになるまで銃殺が続けられ、11月3日だけで1万8000人が殺されたという。さらに11月4日に殺害されたユダヤ人の数とあわせて犠牲者数は総計4万人以上におよぶという。

## 背景
歴史学者ジェラルド・ライトリンガー (en) は、ヒムラーが東方工業所の生産性の低さに激怒して突発的に下した虐殺命令ではないかと考察している。
ドイツ軍需相アルベルト・シュペーアは親衛隊内部の対立（ユダヤ人を奴隷労働力として利用したい経済管理本部とユダヤ人を絶滅させたい国家保安本部）が背景にあり、この作戦を起こした犯人は国家保安本部及びそのバックであるアドルフ・ヒトラーとマルティン・ボルマンではないかと推測している。
神戸大学教授栗原優は、1943年8月2日にトレブリンカ絶滅収容所、ついで10月14日にソビボル絶滅収容所で起こった二つのユダヤ人の反乱にヒムラーが刺激されたのではないかと考察している。